# Lidak
Lidak ist ein administratives Dorf (Desa) im indonesischen Teil von Westtimor. Es befindet sich im Distrikt Südatambua (Regierungsbezirk Belu, Provinz Nusa Tenggara Timur). 2010 lebten hier 4845 Menschen.

## Geschichte
Lidak war ein Kleinreich. 1756 war es eines der Reiche, die sich mit dem Vertrag von Paravicini unter niederländische Oberhoheit begaben. Im Vertrag von Lissabon (1859) erkannte auch Portugal die Zugehörigkeit Lidaks zu den Niederlanden an.
1916 wurde es in das Reich Belu Tasi Feto eingegliedert.
Herrscher von Lidak
- Dom Gaspar Moniz (etwa 1769)
- Rino Mauk (1818)
- Nai Puwa (1832)
- N.N. (vor 1852–1858)
- Moruk Huseriu (1858 bis etwa 1878) (adoptiert)
- Alexander Rinu Mesak (etwa 1878–1900) (adoptiert aus Umaklaran)
- Petronella da Costa (1901–1913) (Tochter)